# Uncertain
Uncertain és una població dels Estats Units a l'estat de Texas. Segons el cens del 2000 tenia 150 habitants.

## Demografia
Segons el cens del 2000, Uncertain tenia 150 habitants, 77 habitatges, i 49 famílies. La densitat de població era de 113,6 habitants per km².
Dels 77 habitatges en un 14,3% hi vivien nens de menys de 18 anys, en un 49,4% hi vivien parelles casades, en un 11,7% dones solteres, i en un 35,1% no eren unitats familiars. En el 31,2% dels habitatges hi vivien persones soles el 15,6% de les quals corresponia a persones de 65 anys o més que vivien soles. El nombre mitjà de persones vivint en cada habitatge era d'1,95 i el nombre mitjà de persones que vivien en cada família era de 2,32.
Per edats la població es repartia de la següent manera: un 10% tenia menys de 18 anys, un 5,3% entre 18 i 24, un 19,3% entre 25 i 44, un 35,3% de 45 a 60 i un 30% 65 anys o més.
L'edat mediana era de 56 anys. Per cada 100 dones de 18 o més anys hi havia 104,5 homes.
La renda mediana per habitatge era de 27.000 $ i la renda mediana per família de 43.438 $. Els homes tenien una renda mediana de 36.250 $ mentre que les dones 38.333 $. La renda per capita de la població era de 18.352 $. Aproximadament el 5,7% de les famílies i el 12,6% de la població estaven per davall del llindar de pobresa.

## Poblacions més properes
El següent diagrama mostra les poblacions més properes.